# Piercia viettei
Piercia viettei là một loài bướm đêm trong họ Geometridae.